# Tanytarsus tusimatneous
Tanytarsus tusimatneous är en tvåvingeart som beskrevs av Sasa och Suzuki 1999. Tanytarsus tusimatneous ingår i släktet Tanytarsus och familjen fjädermyggor. Inga underarter finns listade i Catalogue of Life.